# ニッパー (工具)

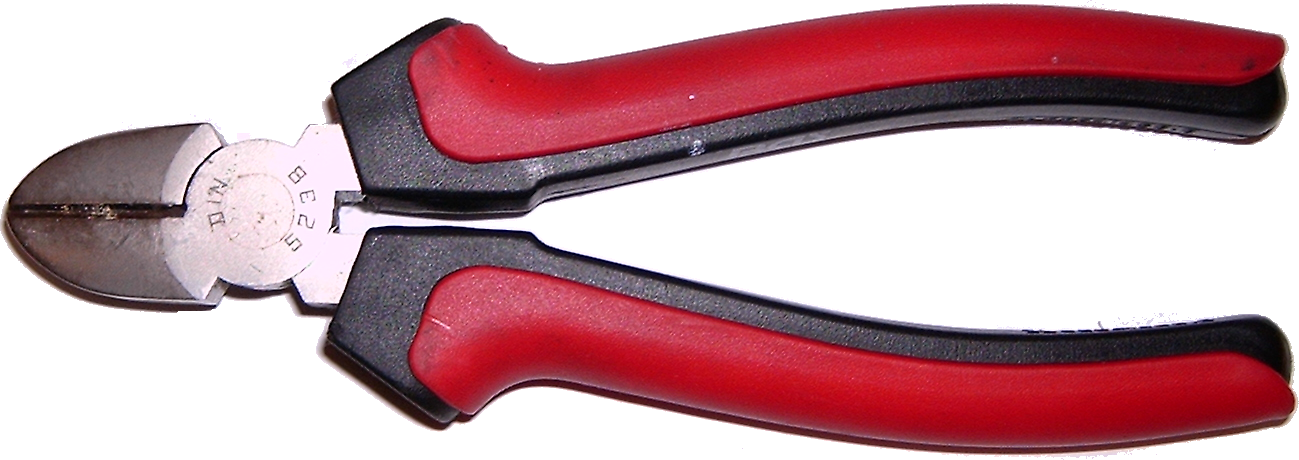
ニッパ（強力ニッパ）

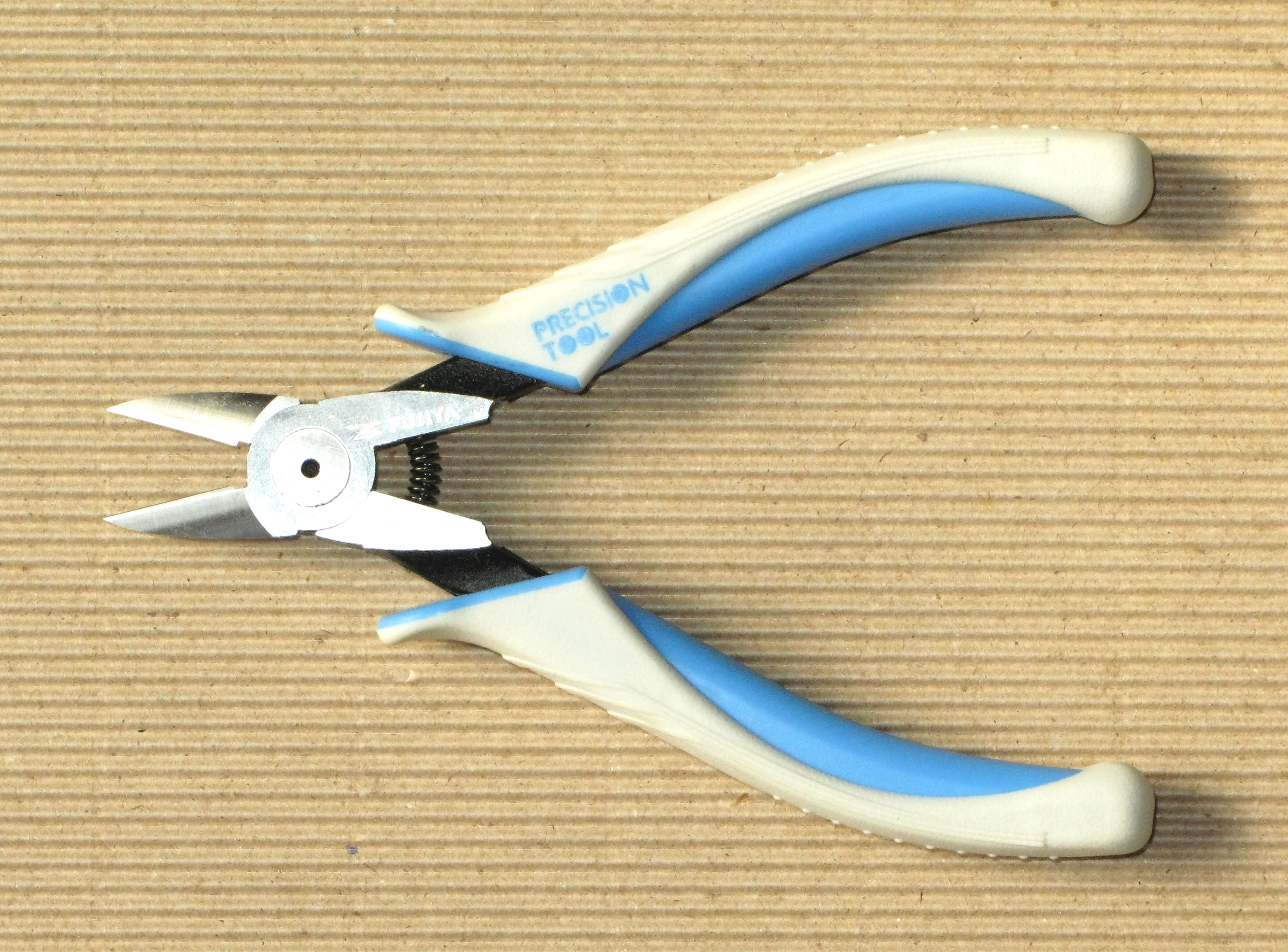
精密ニッパ(マイクロニッパ)

ニッパとは、電気工事や電気製品の修理などの際に、主として配線コードを切断するための工具である。JISではcutting nippers、米英語ではdiagonals又はdiagonal cutting pliersという。ニッパーとも呼ばれる。

## 機能と構造
電気工事などの作業で、電線や金属線を切断するときに使用する（それがどんなに細いリード線でも、電線切断に特化した電工ハサミを除いて鋏は刃が欠けてしまう事があり得るので使うべきではない。）。刃部は用途に応じて色々な形状があるが、丸みを帯びたタイプが一般的である。刃元に電線の被覆をむくために使用する切り欠きを付けたもの、ハンドル部に絶縁被覆グリップを付けた物もある。構造は、2枚合わせと3枚合わせの2種類がある。

## 種類

### ニッパ
JISでは強力級と普通級の2等級がある。ニッパが125、150の2種類、強力ニッパが125、150、175の3種類ある。

### 強力ニッパ
硬い針金、電線、などを切断するためのニッパ。刃先が厚く、切断に特化している。ヨーロッパ製工具では、ピアノ線や硬鋼線も切断可能となっている。

### 精密ニッパ　(マイクロニッパ)
ICやLSIの結線部分を切断するなどエレクトロニクス分野での精密作業用のニッパ。刃先が薄く、100～125mmサイズでヘッド部がコンパクトに作られている。

### エンドニッパ
日本の伝統工具「喰切（くいきり）」に似た形状で、釘の先端を切るような縦方向の（ただし軸線方向から見た場合は垂直交差なため横方向）切断に特化したニッパ。銅線、鉄線、ピアノ線、釘などが切断できる。

### 斜めニッパ
斜（しゃ）ニッパとも呼ばれる。刃部が直線状でハンドルに対して斜めの角度で刃部が付いている。電気工事向けの斜めニッパには刃に丸い穴の付けられたものがある。1.0mmや1.5mmの穴が一般的でビニルコードの皮むきに使われる。日本独特のニッパで欧米にはない。これは日本が100Vの低電圧を使用するため細く柔らかい線を使っていることによる。刃は、強力ニッパより鋭利に仕上げられより線や軟線の切れ味が良くなっている。

### プラスチックニッパ
プラスチックで出来たニッパーではなく、プラスチック製品のゲート（湯口）の切断処理やバリ取りなどが主目的のニッパ。プラモデル用として販売されている薄刃ニッパや精密ニッパと外観上大差はないが刃が工業用プラスチックを極力綺麗な切り口で切りだすことに特化している。工業用のもの以外に前述のプラモデル用特化ニッパーも同じくプラスチックニッパーの部類に入るものが存在する。こちらの商品は金属製品の切断を禁止されている（使ったら刃が欠けてしまう）ものが多い。
なお、普通のニッパの刃は左右とも同形の楔型だが、どちらか一方の刃を付けずにもう一方にだけ刃を付け、もう一方はいわゆる「まな板」として作用する「片刃ニッパー」も存在する。日本のプラモデル用ニッパの片刃製品は主にゴッドハンド社によって生産されるもの（及びその親会社のツノダのOEM製品）がシェアの過半数を誇る。この系列のニッパの特徴として、切断時に材に掛かる負荷応力に伴う白化現象が抑えられている事がある。ただし構造上片刃ニッパー系は刃が薄く、切断に必要な方向以外からの応力負荷には極めて弱く、簡単に刃折れや曲がりを生じ易いために、取扱には注意が必要である。この分野の草分けの商品が、「アルティメットニッパー」である。前述の斜めニッパーと類似の構造の製品もある。

### 電工ニッパ
電気工事などでは被覆除去機能を持つ、回転軸側の刃の一部が一ないし二箇所半円状に切り欠かれているニッパーが存在する。この半円状の切り欠きは唯の丸穴ではなく左右を合わせると円形の穴刃となり、この穴の大きさに合わせて被覆を除去することができる簡易型のワイヤーストリッパーとして使えるが、元々高価なワイヤストリッパの代用として考えだされたものである。いわゆる耐電絶縁仕様ではない普通のニッパとは電気的な特性が異なる場合がある。ただし感電防止のために、作業は通電しない場合に限られているものが多い。なお、弱電系の作業用途ではこの耐電絶縁仕様のニッパが存在する。

## 特殊用途
通常のプラスチックや金属といった硬質の素材を切断するのではなく、マスキング用のテープの糊を極力刃に付けないような切断に特化した、マスキングテープ用ニッパー「マスパー」が存在する。通常マスキング用のテープを切る時には切断時に粘着剤が刃に付着し、切断性能の低下をもたらすが、マスキング用特化ニッパーの刃はマスキングテープの幅に合わせた刃の長さがあり、粘着剤の付着を極力抑えるように作られている。ただし完全に付着を回避できるわけではないので、付着した粘着剤の除去という保守作業は通常の刃物ほどではないが必要となる。
本来ニッパーには切断用の刃が付与されているが、切断刃そのものをなくし、切断ではなく工作物若しくは加工工具の保持を目的とした「刃がないニッパー」が存在する。

## 類似の切断工具
- ボルトカッタ - ボルトも切断できる強力なニッパ。鉄筋や鎖なども切断できる。ボルトクリッパとも呼ばれている[12]。
- ワイヤーカッタ - 一般的なニッパより強力な刃を備えている[13]。
- 喰切 - 前述の通りエンドニッパーとの形状の近似する、同様の構造の製品。
- 爪切り - ニッパーとの形状の類似性から、ニッパーの構造をした爪切りが存在する。なお、プラスチックモデル用ニッパーが普及する前は、爪切りでのゲートカットは通常行われていた加工法であった。

## 保守整備
一般的には機械油（ミシン油など）を薄く塗布することが広く行われているが、殊模型用精密ニッパー「アルティメットニッパー」の保守を広く進めることを兼ねてゴッドハンドから、「ニッパーメンテナンスキット」が販売されている。工業製品の元来の防錆処理と同じく、粘度の低い清掃用油で汚れを除去した後、粘度の高い防錆用油で保護する。切り屑などを除去する刃の清掃用ブラシ（刃ブラシ）と清掃用のキムワイプも付属しているために、これだけあればほとんど全ての工具の保守も可能。なお、一時期は安価な食用油を塗布することも行われてきたが、工具業界から苦言を呈され、また前述のキットの販売開始もあいまってこの習慣は減少しつつある。